# جون بيل (سياسي)
جون بيل (بالإنجليزية: John Bell) هو قاضي ومحامي وسياسي أمريكي، ولد في 19 يونيو 1796، وتوفي في 4 مايو 1869 في الولايات المتحدة. انتخب عضو مجلس نواب أوهايو وانتخب عضو مجلس النواب الأمريكي.